# Serbien bredband
Serbia Broadband (känt som SBB; fullständigt juridiskt namn: Serbia Broadband - Srpske kablovske mreže doo) är en leverantör av kabel-TV och bredbandsinternet-tjänster i Serbien. SBB-företaget fungerar som en del av United Group, en ledande medie- och telekommunikationsoperatör i sydöstra Europa. Företaget har sitt huvudkontor i affärscentret "Telepark" i Belgrad, som inkluderar datacenter med en golvyta på 750 kvadratmeter, uppdelat i 20 serverhallar och tekniska supportområden.
Från och med år 2022 är SBB den näst största kabeloperatören med en marknadsandel på 43 %, den näst största internetleverantören med en marknadsandel på 29,71 % och den näst största fasta telenätoperatören med en andel på 21,2 %.

## Historia

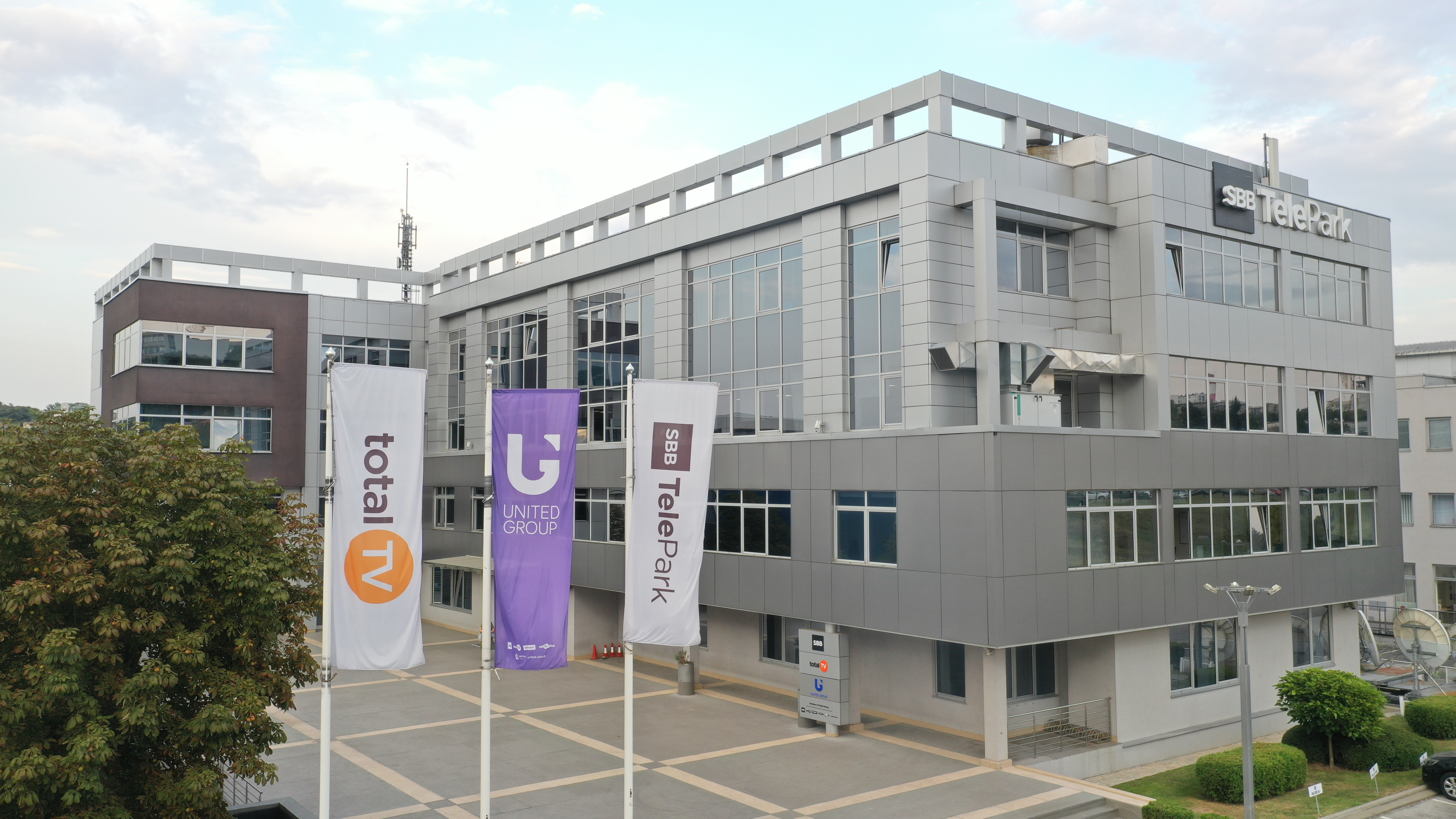
SBB företags huvudkontor - Telepark kompleks

Det serbiska bredbandsföretaget – SBB – grundades år 2002 genom en sammanslagning av KDS doo Kragujevac, Telefonija Belgrads kabelsystem, Media Plus Novi Sad, YU VOD Nis och ett antal mindre operatörer.
År 2007 förvärvades Serbia Broadband av Mid Europa Partners, vilka samtidigt förvärvade Telemach Slovenien följt av kort därefter förvärv av Telemach Bosnien och Hercegovina, som är kabel-TV och bredbandsinternetleverantörer i Slovenien respektive Bosnien och Hercegovina. Mid Europa Partners skapade sedan United Group som ett dotterbolag för att kontrollera sina tre nyförvärv i före detta Jugoslavien, med Europeiska banken för återuppbyggnad och utveckling (EBRD) som innehar en minoritetsandel i det nyskapade dotterbolaget. När det gäller Serbia Broadband, kontrollerade ägarna det juridiskt genom det Amsterdam-baserade Adria Cable BV.
I oktober 2013 förvärvade det amerikanska private equity-företaget Kohlberg Kravis Roberts (KKR) majoritetsandelar i United Group från Mid Europa Partners till en företagsvärdering av 1,3 miljarder USD och erhöll därigenom kontrollen över Serbia Broadband. När de nya ägarna tog över, började de lagligt kontrollera Serbia Broadband genom det Amsterdam-baserade Adria Serbia Holdco BV.
I april 2015 förvärvade SBB den serbiska internetleverantören EUnet för ett ej avslöjat belopp. I april 2017 förvärvade SBB den serbiska kabeloperatören IKOM. I november 2017 förvärvade SBB det serbiska mindre kabelföretaget Kabel Group 85.
I september 2018 påbörjade det brittiska private equity-företaget BC Partners processen att förvärva majoritetsandelarna i United Group från KKR till en företagsvärdering av 2,6 miljarder euro. När förvärvet är slutfört kommer BC Partners officiellt att inneha äganderätten till Serbia Broadband.

## Tjänster

### Kabel tv
Vid dess första lansering erbjöd SBB kabel-TV-tjänster i sju städer. Genom snabb tillväxt fördubblade företaget sin marknadsandel år 2003 och tillhandahåller nu TV-tjänster i över 30 städer och samhällen runt om i Serbien.
SBB har utvidgat sitt nätverk och TV-kanalutbud till över 220 kanaler, inklusive 80 i HD. Utbudet innefattar TV-program från United Media, såsom nyheter, sport, filmer, barn-TV, musik och utbildningsinnehåll, däribland N1, Nova S, Sport Klub, Pikaboo, Brainz och andra.
Företaget introducerade också Sveriges första 4K-kanal (Sport Klub) i oktober 2018. Dessutom inkluderade operatören fyra kanaler med flera vinklar och flera skärmar.
Utvecklingen fortsatte med införandet av D3-tjänster år 2007, vilket tillhandahöll digital-TV till användarna tillsammans med ett bredare utbud av HD-kanaler med en elektronisk programguide.
År 2010 började SBB leverera förvaltade tjänster samtidigt som de höll ett Cisco-certifikat.

### EON - TV-plattform
SBB lanserade EON-appen den 5 september 2017.
EON Smart Box, den första regionala lösningen för att kombinera TV med Android-tjänster och applikationer, presenterades i oktober 2018 och förvandlade varje TV till en Smart TV. Det följdes av EON Smart TV-appen som gjorde det möjligt för SBB-användare att titta på TV utanför SBB-nätverket på vilken internetleverantör som helst i Serbien via deras mobila enheter, datorer eller Smart TV.
EON-plattformen belönades med CSI-priset för bästa mobil-TV-teknik eller tjänst vid IBC 2018, en global konferens för elektronisk media och teknik.

### Total TV - Satellit-TV
I maj 2006 lanserade SBB TotalTV, sin DTH-satellit-tv-plattform. Genom lanseringen av Total TV blev företaget den första digitala och analoga kabeloperatören att introducera digital-TV i regionen.
Total TV, som det kommersiellt kallas, är avsedd för områden där det är komplicerat att bygga kabelinfrastruktur. Denna typ av tjänst tillhandahåller TV-tjänster via satelliterna Eutelsat 16A, Hot Bird och/eller Astra, vilket ger tillgång till 220 TV-kanaler.

### Internet
I början av 2003 blev SBB den första operatören att erbjuda bredbandsinternet till sina kunder.
Digitaliseringen av Serbien lanserades som en del av en femårsplan med en investering på 300 miljoner euro.
SBB tillhandahåller även tillgång till Internet utanför sina kunders hem, både inrikes och utomlands. UNIFI-appen ger tillgång till det största WiFi-nätverket med mer än 900 000 platser i regionen, medan UNIFI Travel-appen även ger tillgång till över 70 miljoner platser över hela världen.

### Fast telefoni
År 2012 blev företaget det första i Serbien att erbjuda digitala fasta telefonitjänster och har en marknadsandel på 20,5 % (2020), vilket placerar det på andra plats bland fasta telefonitjänstoperatörer i Serbien.